# Shtandart (1999)
La fragata Shtandart (rus: Штандартъ, que significa estendard en rus) és una rèplica moderna del Shtandart (1703), el primer vaixell de la flota del Bàltic de Rússia i vaixell insígnia del tsar Pere I el Gran.
El nom «Shtandart» també es va utilitzar per anomenar els iots reials dels tsars fins a la Revolució russa de 1917. El vaixell reial del tsar Nicolau II va ser l'últim d'aquesta sèrie.

## Història

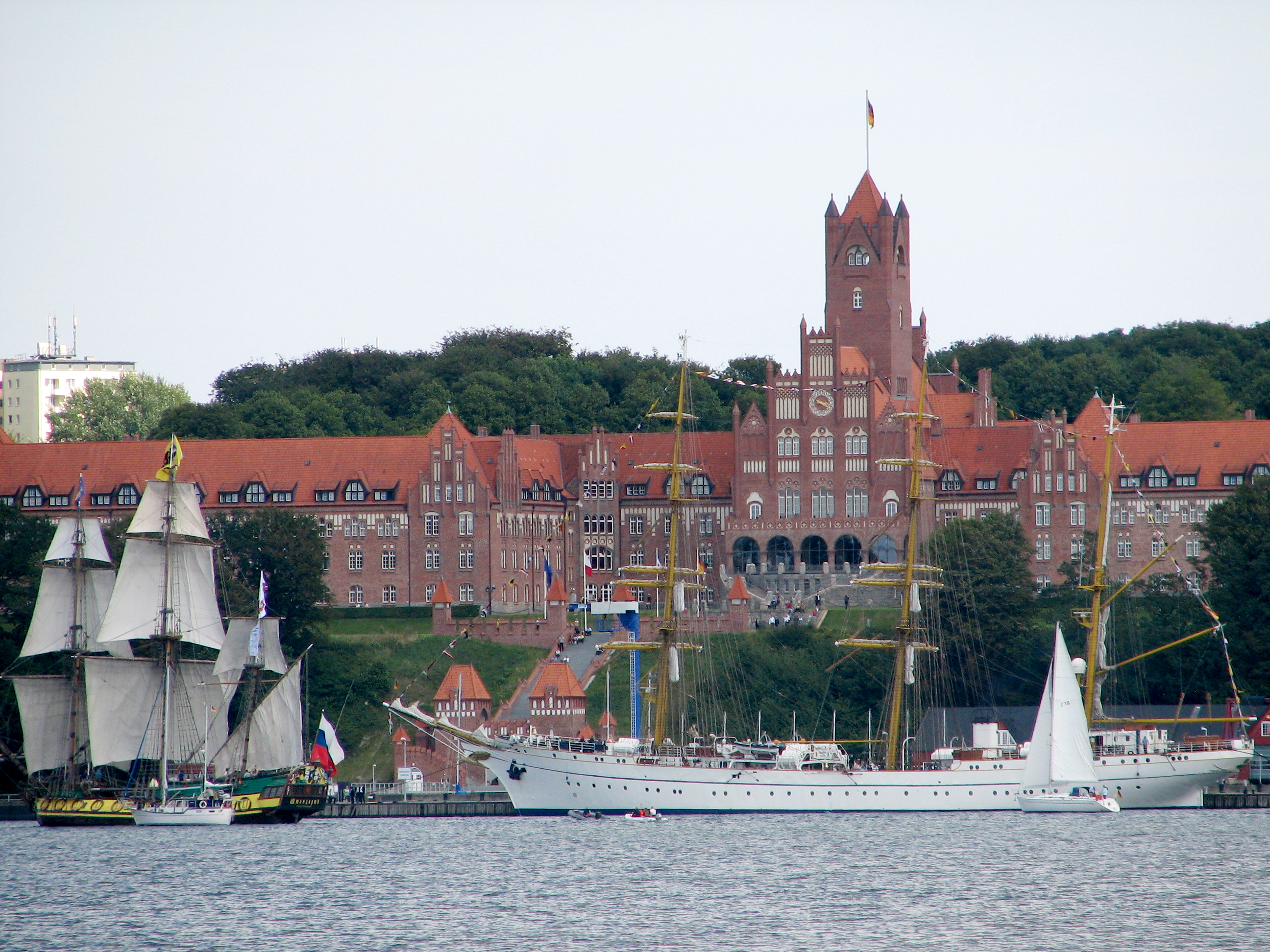
El Shtandart amb el Gorch Fock davant de l'Acadèmia Naval de Mürwik (2010)

El 1994, un petit grup d'aficionats a la navegació dirigit per Vladimir Martus va començar la construcció de la rèplica del vaixell històric Shtandart (1703). Martus va dissenyar una nova disposició del Shtandart, construint-lo amb quatre mampares i dividint-lo en cinc compartiments. El vaixell es va construir en una antiga drassana a la vora del riu Neva i es va completar en 5 anys, de 1994 fins a 1999.

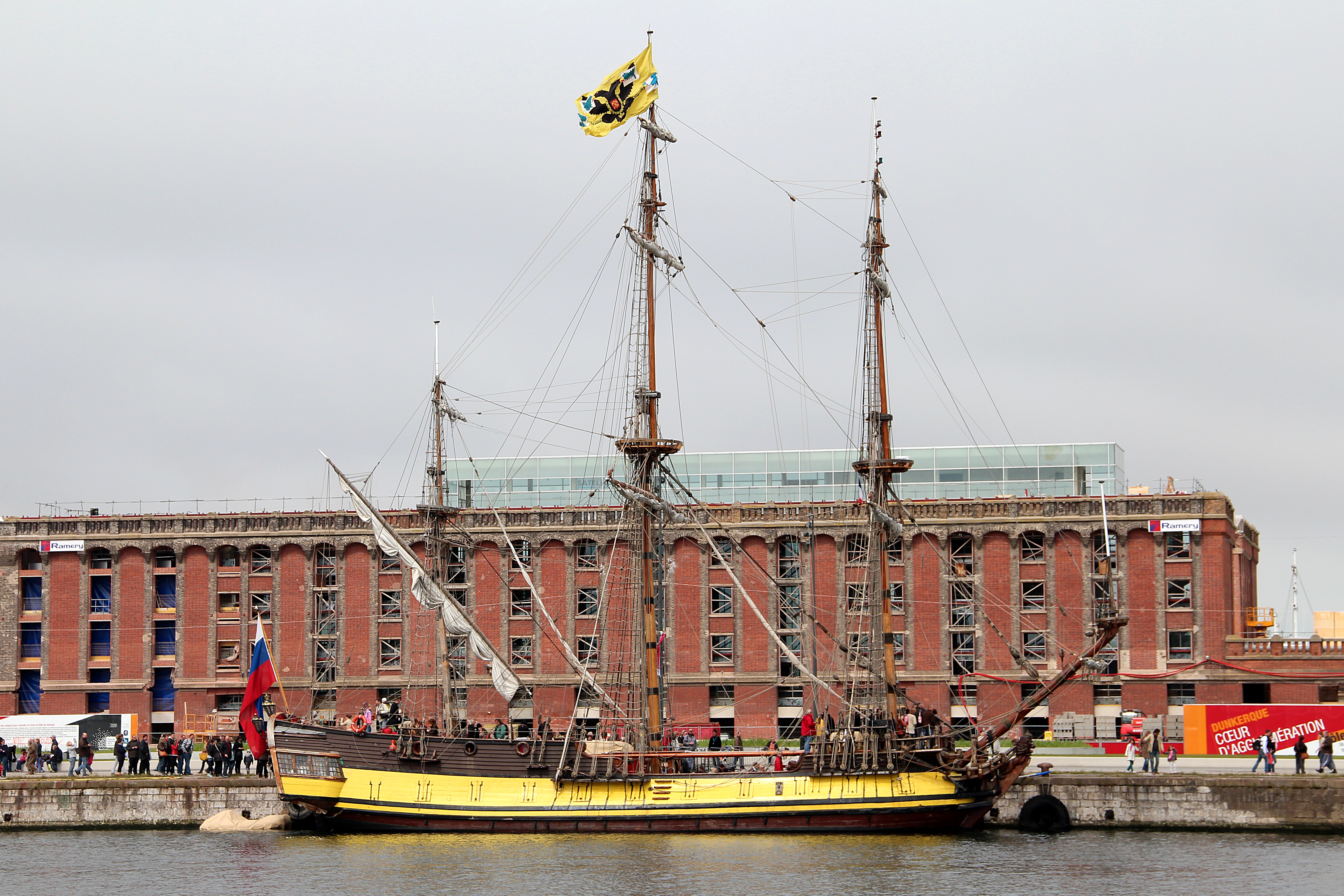
El Shtandart Dunkerque (2013)

Aquesta rèplica va ser construïda pel Centre d'Educació Marítima de Sant Petersburg com a part del «Projecte Shtandart». Aquest projecte consisteix a formar joves russos en la construcció naval de fusta i la navegació tradicional. Aquesta iniciativa va ser patrocinada pels governs rus i britànic, i també per contribucions financeres de donants estrangers. El vaixell és propietat del projecte Shtandart de Sant Petersburg, una organització sense ànim de lucre rus que ofereix creuers de formació.
El seu llançament va tenir lloc el 4 de setembre de 1999. El 2000 va participar en nombrosos esdeveniments navals fent els seus primers viatges als Països Baixos i Gran Bretanya. El vaixell va passar cinc mesos atracat a Sant-Maloù, durant l'hivern de 2001, esperant que el desglaç del seu port d'origen.
El Shtandart s'ha convertit en un vaixell escola internacional i, com a rèplica de vaixell, en un vaixell museu.

## Història del vaixell original
El tsar Pere I el Gran (1672-1725) va voler desenvolupar la marina de vela. Per a això, va viatjar d'incògnit acompanyat d'una gran delegació a Anglaterra i als Països Baixos, per adquirir els mètodes de construcció naval. Es va fer passar per un empleat de l'ambaixada i va treballar durant quatre mesos com a fuster a les drassanes de Deptford  a Anglaterra.
Després de la guerra entre Rússia i Suècia, entre 1700 i 1721, Rússia va obtenir accés a la mar del Nord. Pere el Gran va començar la construcció d'una flota seguint els models de les naus europees de l'època. El Shtandart va ser el primer vaixell d'aquesta nova flota russa, i el mateix tsar va participar en la construcció. La nau original tenia 28 canons. Es va crear un nou escut naval de Rússia per a l'ocasió.
El vaixell, comandat pel mateix tsar, va participar moltes batalles (especialment contra Suècia) i es va convertit en el símbol de la flota russa a partir de 1728.

## Característiques
La rèplica de la fragata té tres pals i un desplaçament de 220 tones. Té 25,88 metres de longitud en la línia central, 27,5 metres de llarg en coberta i 34,5 metres de llarg en total. El Shtandart té 7,0 metres d'amplada i un calat de 3,0 - 3,3 m. El vaixell està dissenyat per assolir velocitats entre 8-9 nusos amb vela i, amb els motors auxiliars, pot arribar fins als 13 nusos (25 km/h). La tripulació del vaixell original de 1703 era d'entre 120 i 150 mariners; la tripulació moderna es compon de 30 alumnes i 10 oficials.
El Shtandart modern té dues zones:
- l'àrea «històrica», sobre la coberta de bateria, on es poden veure la roda de timó, totes les talles decoratives, el mobiliari, tots els canons, passarel·les i escotilles que van ser acuradament reconstruïts.
- l'àrea «moderna» construïda amb els estàndards moderns i de conformitat amb la normativa de seguretat, que inclou dos motors Volvo Penta TAMD 122P i un generador.

## Les fites delShtandart

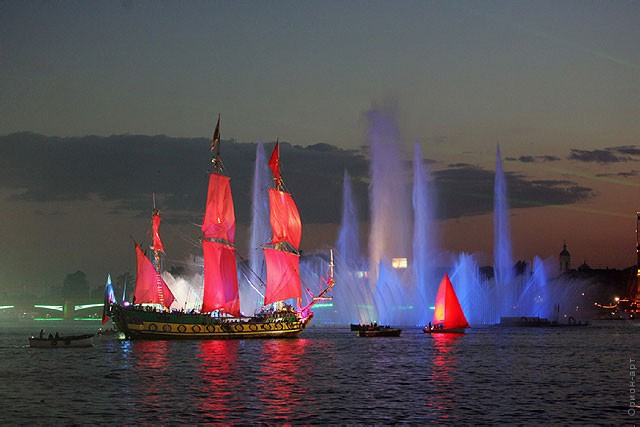
Shtandart interpretant el «vaixell del somni» al festival Veles escarlates, 2007

- El 4 de setembre de 1999, el Shtandart va ser llançat des de la drassana de Petrovsky (Sant Petersburg, Rússia).
- El 25 de juny de 2000, el Shtandart va fer el viatge inagural. La fragata va repetir la ruta que va prendre Pere I durant la Gran Ambaixada.
- Des de 2005, el Shtandart ha interpretat la part del «vaixell del somni» al festival Veles escarlates (en rus, Алые паруса), una celebració que forma part del Festival de les nits blanques que se celebra anualment a Sant Petersburg, a partir d'una novel·la d'Aleksandr Grin.[1][2]
- Durant disset anys (fins a finals de 2017), el Shtandart ha navegat aproximadament 150.000 milles nàutiques (280.000 km) en la mar Bàltica, Nord, Noruega i Barentzs, així com navegant a les illes Canàries. Ha visitat 150 ports en 17 països. Han estat a bord del Shtandart al voltant de 7000 alumnes per a la pràctica de l'aventura i la pràctica de la vela.
- El setembre de 2017, a Honfleur, es va realitzar a bord del vaixell el programa de la 25a edició del Festival del cinema rus a Honfleur.[3]
- El Shtandart ha participat activament en regates marítimes internacionals, festivals i pel·lícules.

## Problemes burocràtics
A partir de 2007, tots els vaixells de vela a Rússia van tenir problemes de certificació. La Nova Autoritat Nacional del Mar i dels Rius (llavors Росморречнадзор / Rosmorrechnadzor), actualment Servei Federal de Supervisió del Transport (Госморречнадзор / Gosmorrechnadzor), es va negar a expedir certificats per a vaixells de vela. El Shtandart va ser un dels més destacats d'aquests vaixells, de manera que la disputa amb aquesta agència governamental va ser àmpliament publicitada. La direcció del Rosmorrechnadzor del nord-oest va cancel·lar les certificacions del Shtandart, però el Tribunal d'Arbitratge de Sant Petersburg va revertir la decisió a favor de la fragata, i la cancel·lació del certificat es va declarar il·legal.

## Activitat del Shtandart entre 2000 i 2017[Cal actualitzar]
El 25 de juny de 2000, el Shtandart va abandonar el port de Sant Petersburg per a iniciar el seu primer viatge.
- Ruta de la temporada 2000: Sant Petersburg — Vysby — Zaandam — IJmuiden — Dunkerque — Roskoff — Brest (Festes marítimes de Brest) — Londres — Amsterdam — Bremerhaven — Sant-Maloù.
- Ruta de la temporada 2001: Sant-Maloù — Amsterdam — Kalmar — Sant Petersburg — Ålesund — Bergen — Esbjerg — Oudeschild — Bruges — Portsmouth.
- Ruta de la temporada 2002: Portsmouth — Harwich — Rotterdam — Den Helder — Hamburg — Sant Petersburg.
- Ruta de la temporada 2003 : Sant Petersburg — Jakobstad — Sassnitz — Wilhelmshaven — Turku — Víborg — Sant Petersburg.
- Ruta de la temporada 2004: Sant Petersburg — Copenhaguen — Stavern — Whitby — Hartlepool — Brest (Festes marítimes de Brest) — Rotterdam — Anvers — Aalborg — Rostock — Helsingør — Lübeck — Frederikshavn — Karlskrona — Víborg — Sant Petersburg.
- Ruta de la temporada 2005 : Sant Petersburg — Copenhaguen — Odense — Halmstad — Hèlsinki — Sant Petersburg — Baltisk— Lelystad — Rochester — Londres — Lowestoft — Hartlepool — Newcastle — Fredrikstad (regata marítima) — Bremerhaven — Helgoland — Wismar — Travemünde — Frederikshavn — Göteborg — Szczecin — Kotka — Sant Petersburg.
- Ruta de la temporada 2006 : Sant Petersburg — Rotterdam — Travemünde — Kaliningrad — Karlskrona — Rostock — Frederikshavn — Lübeck — Kalmar — Sant Petersburg.
- Ruta de la temporada 2007: Sant Petersburg — Hamburg — Sant Petersburg (regata portuària) — Sant Petersburg.
- Ruta de la temporada 2008: Sant Petersburg.
- Ruta de la temporada 2009: Sant Petersburg — Noruega (Cap Nord); durant l'hivern de 2009-2010, el vaixell es va quedar a Oslo per a passar l'hivern.
- Ruta de la temporada 2010: Noruega — Polònia — Alemanya — Finlàndia — Bèlgica (regata portuària) — Dinamarca — Noruega — Alemanya — Països Baixos; el Shtandart va formar part en el Sail 2010 un festival de vaixells a Bremerhaven. També va formar part del Royal Greenwich Tall Ships Festival a Londres entre el 5 i 9 de setembre.
- Ruta de la temporada 2011: Lelystad — Hamburg — Hellevoetsluis — Fredericia — Rotterdam (per a la filmació de la pel·lícula Nova Zembla) — Gdańsk — Klaipėda (regata portuària) — Turku — Great Yarmouth — Zaandam — Dordrecht — Hamburg.
- Ruta de la temporada 2012: Hamburg — Tallinn — Bremerhaven — Risør — Flensburg — Hellevoetsluis.
- Ruta de la temporada 2013: Amsterdam — Hamburg — Rouen — Kiel — Hèlsinki — Riga — Szczecin — Honfleurr — Sant-Maloù — Bilbao — La Corunya — Lisboa — Portimão — Essaouira — Las Palmas.
- Ruta de la temporada 2014: Santa Cruz de Tenerife — Madeira — Cherbourg — Kampen — Hamburg — Szczecin — Helsingør — Hanko — Rostock — Gdynia — Londres — Lübeck.
- Ruta de la temporada 2015: Swanage — Hamburg — Riga — Klaipėda — Szczecin — Sandefjord — Aalesund — Kristiansand — Amsterdam (Sail Amsterdam 2015) — Lisboa — Màlaga — Canes — Roma — Gènova — Nàpols — Palerm.
- Ruta de la temporada 2016: Barcelona — Màlaga — Gibraltar — Cascais — Ferrol — Barcelona — Seta — Tarragona — Rochefort — Brest (Festes marítimes de Brest) — Swanage — Edinbough — Blyth — Göteborg — Plymouth — Sant-Maloù — Bordeus — Porto.
- Ruta de la temporada 2017: Vila do Conde — Cadis — Vigo — Gwened — Dublín — Belfast — Liverpool — Honfleur — Kotka — Turku — Klaipėda — Szczecin — Copenhaguen — La Rochelle — Nantes — Copenhaguen — Sant-Maloù — Barcelona.

## Filmografia
El Shtandart ha participat en quatre pel·lícules:
- 2007 — Слуга государев (El servent del sobirà)[6]
- 2011 — Записки экспедитора Тайной канцелярии (Les memòries de l'agent de servei secret)[7]
- 2011 — Nova Zembla[8]
- 2015 — Michiel de Ruyter[9]

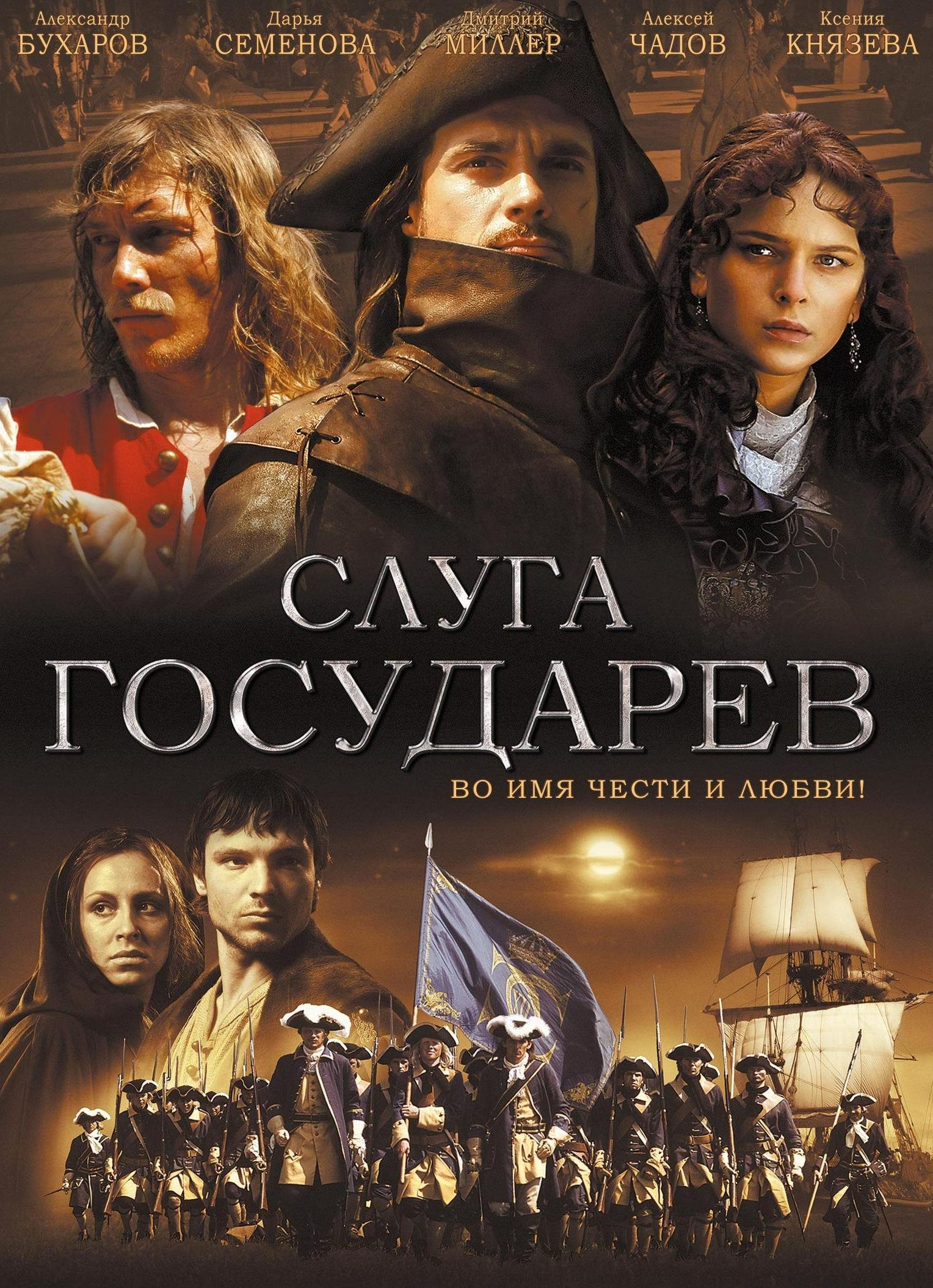
El servent del sobirà (2007)
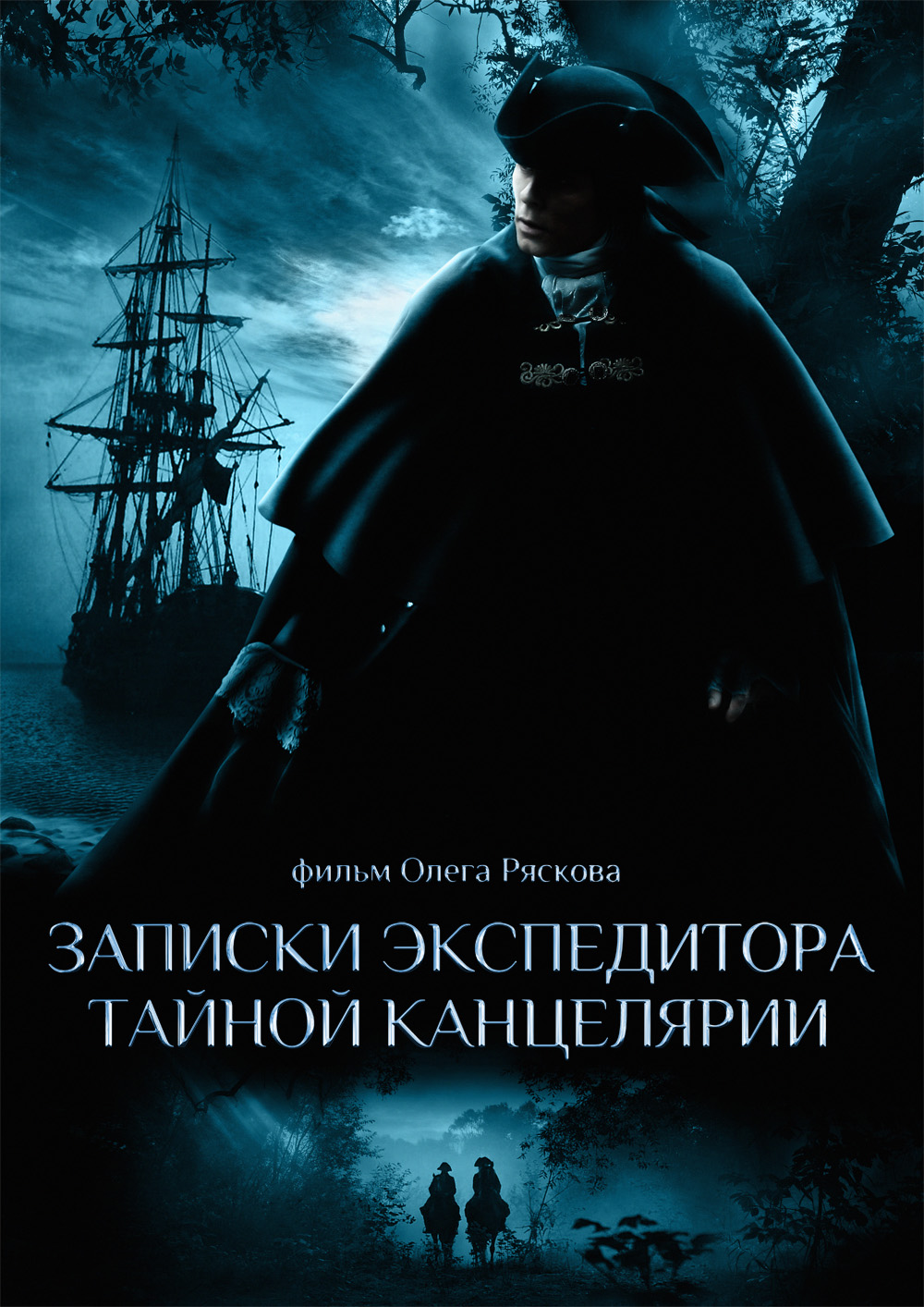
Les memòries de l'agent de servei secret (2011)
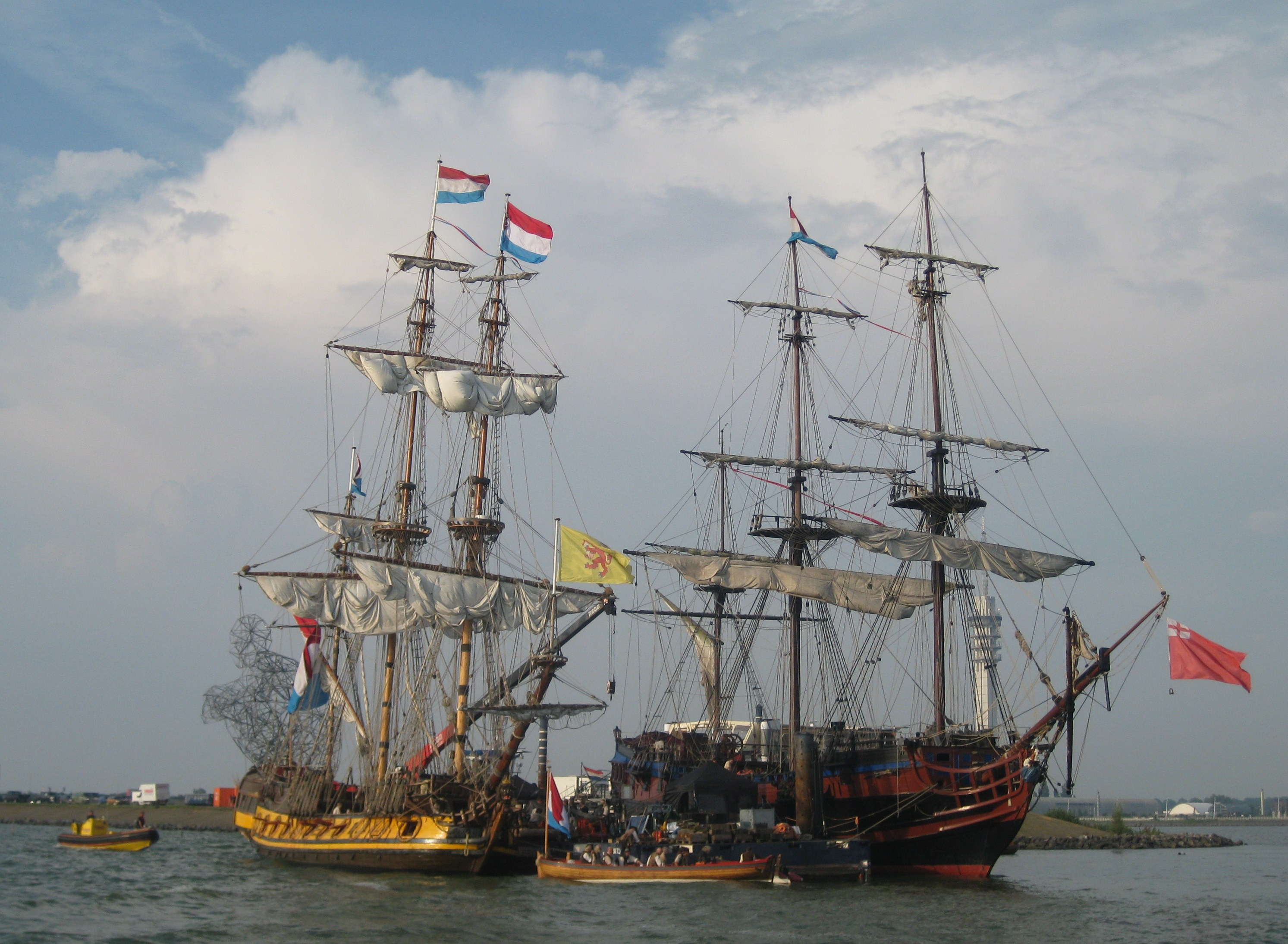
Michiel de Ruyter (2015)

## Galeria d'imatges

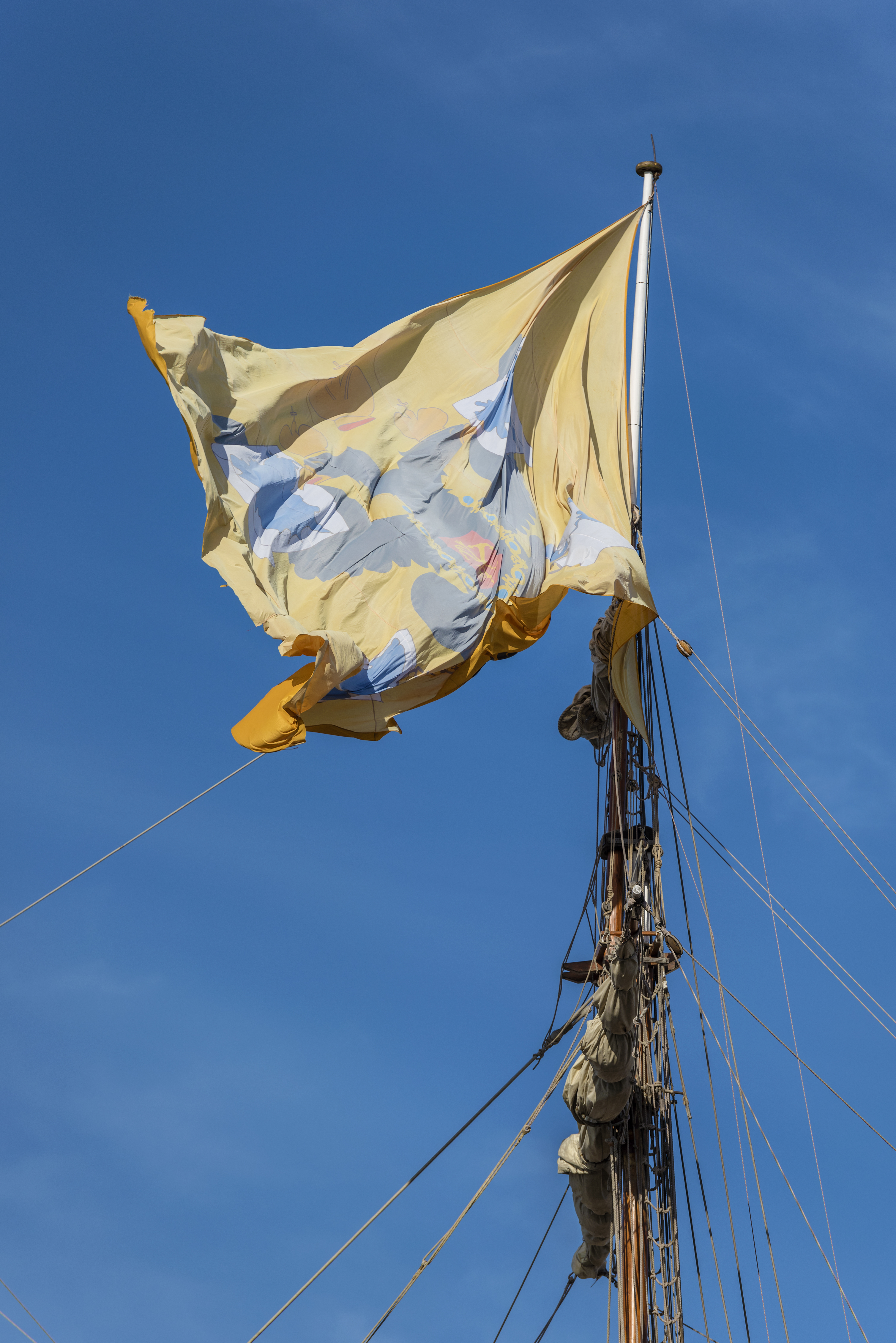
L'estendard
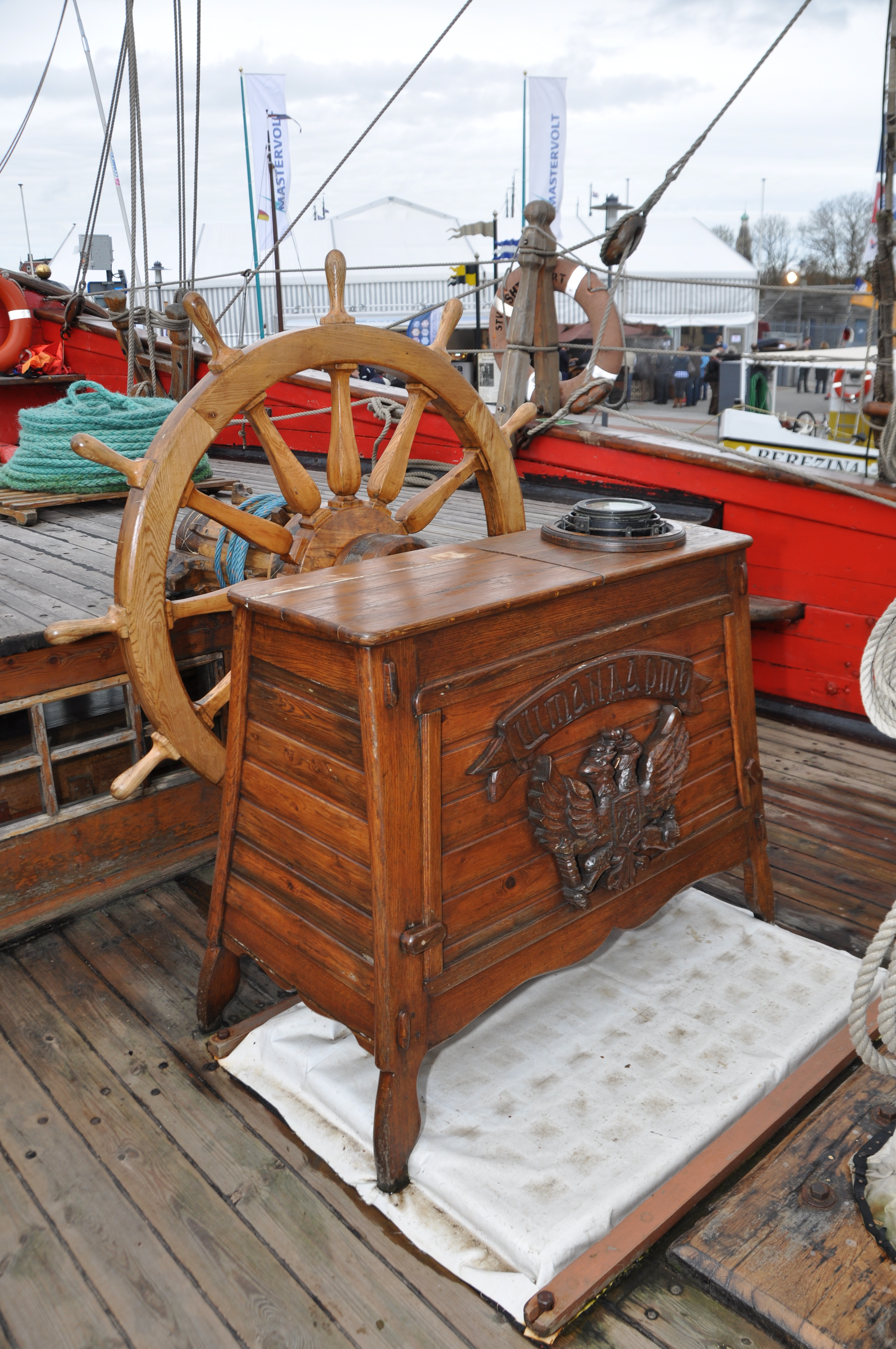
La roda de timó
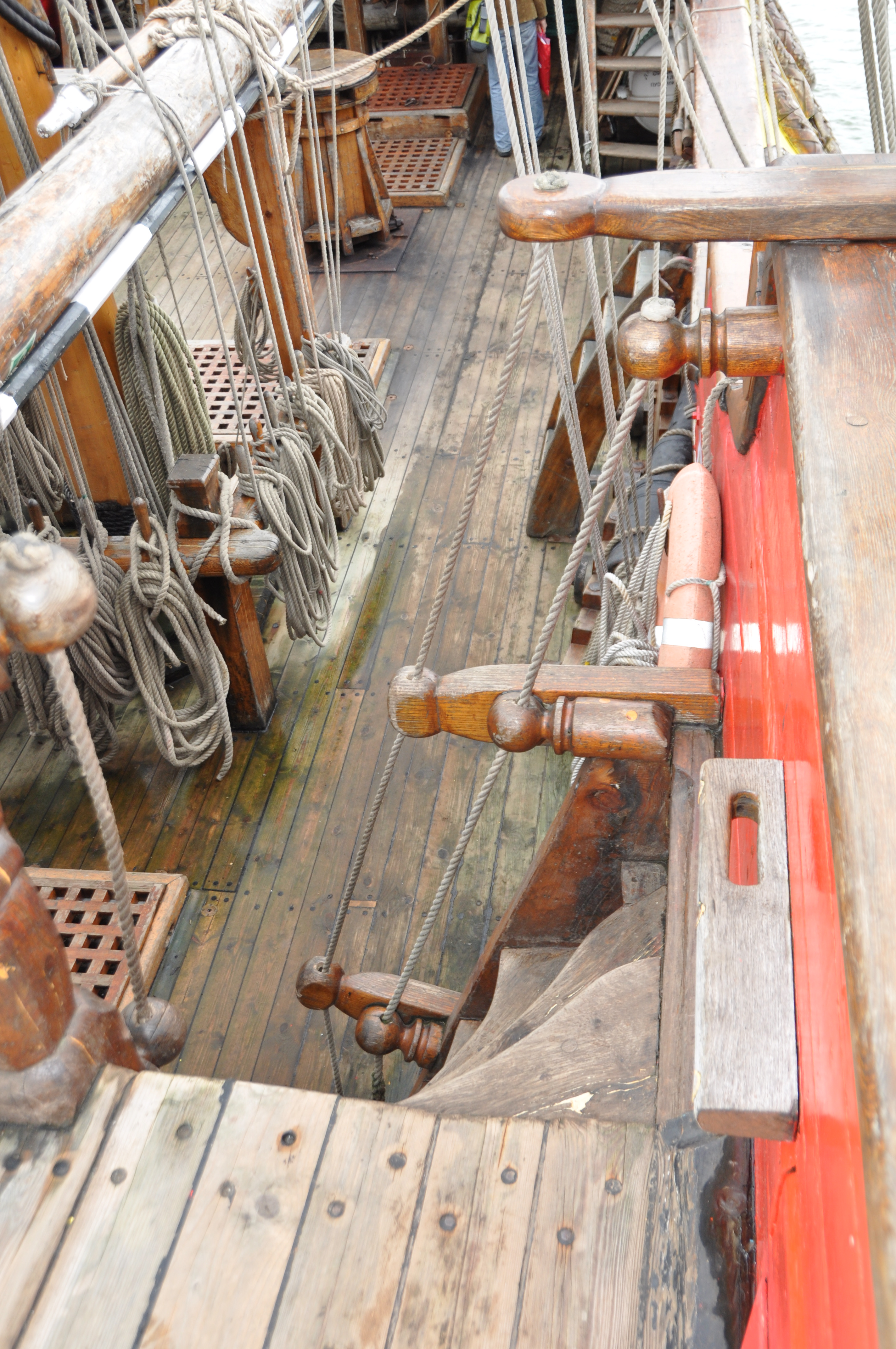
El pont
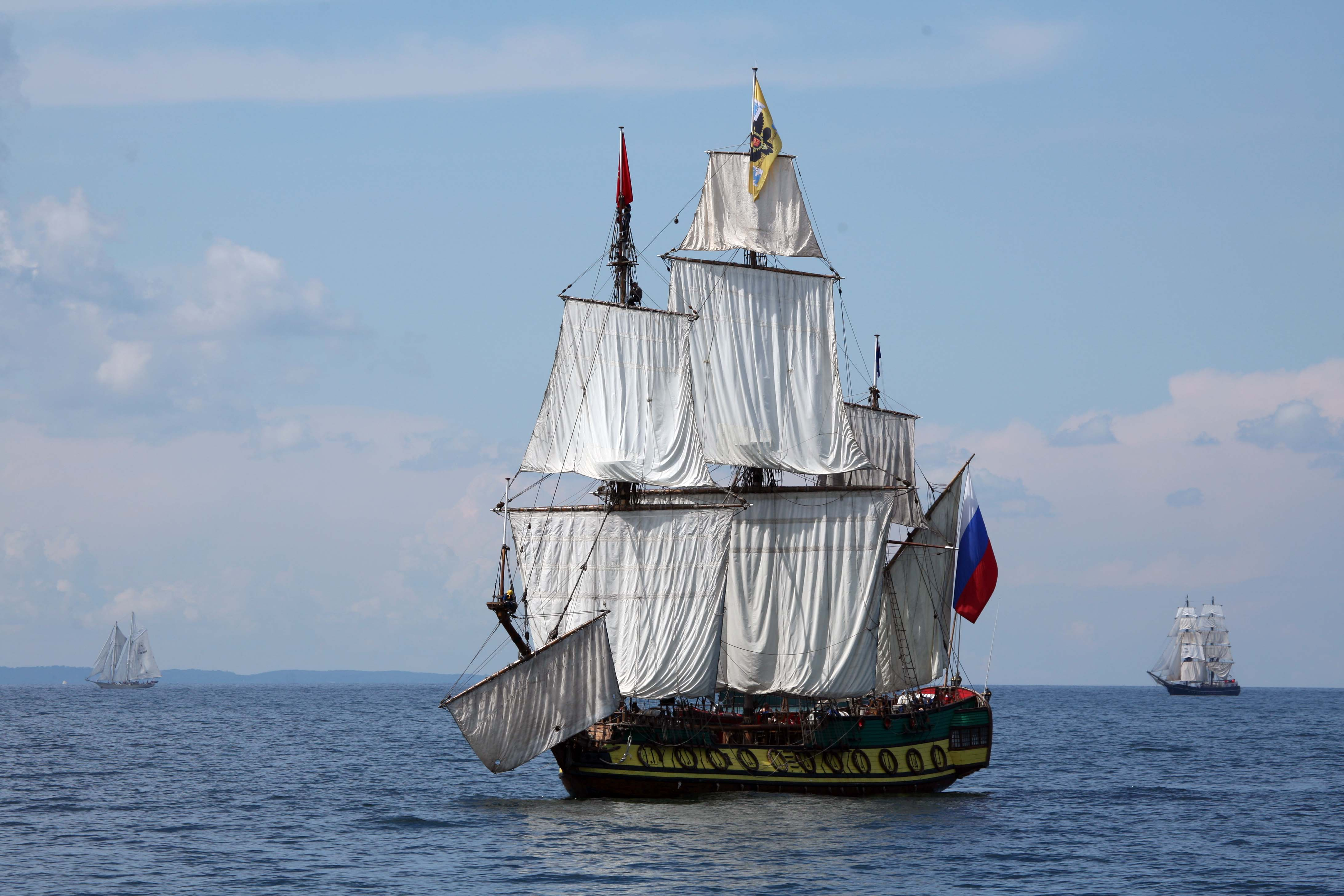
Les veles
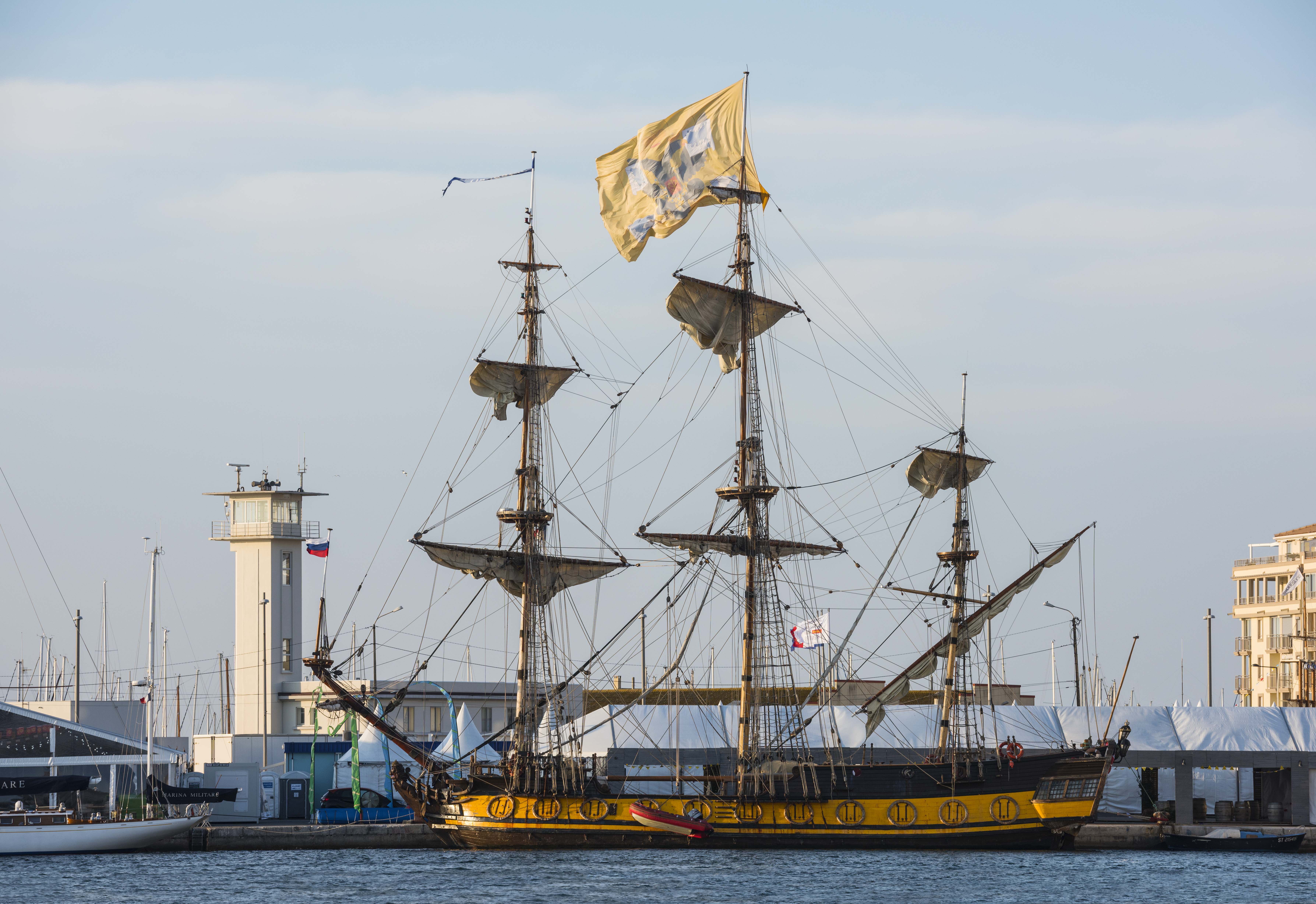
Vista lateral
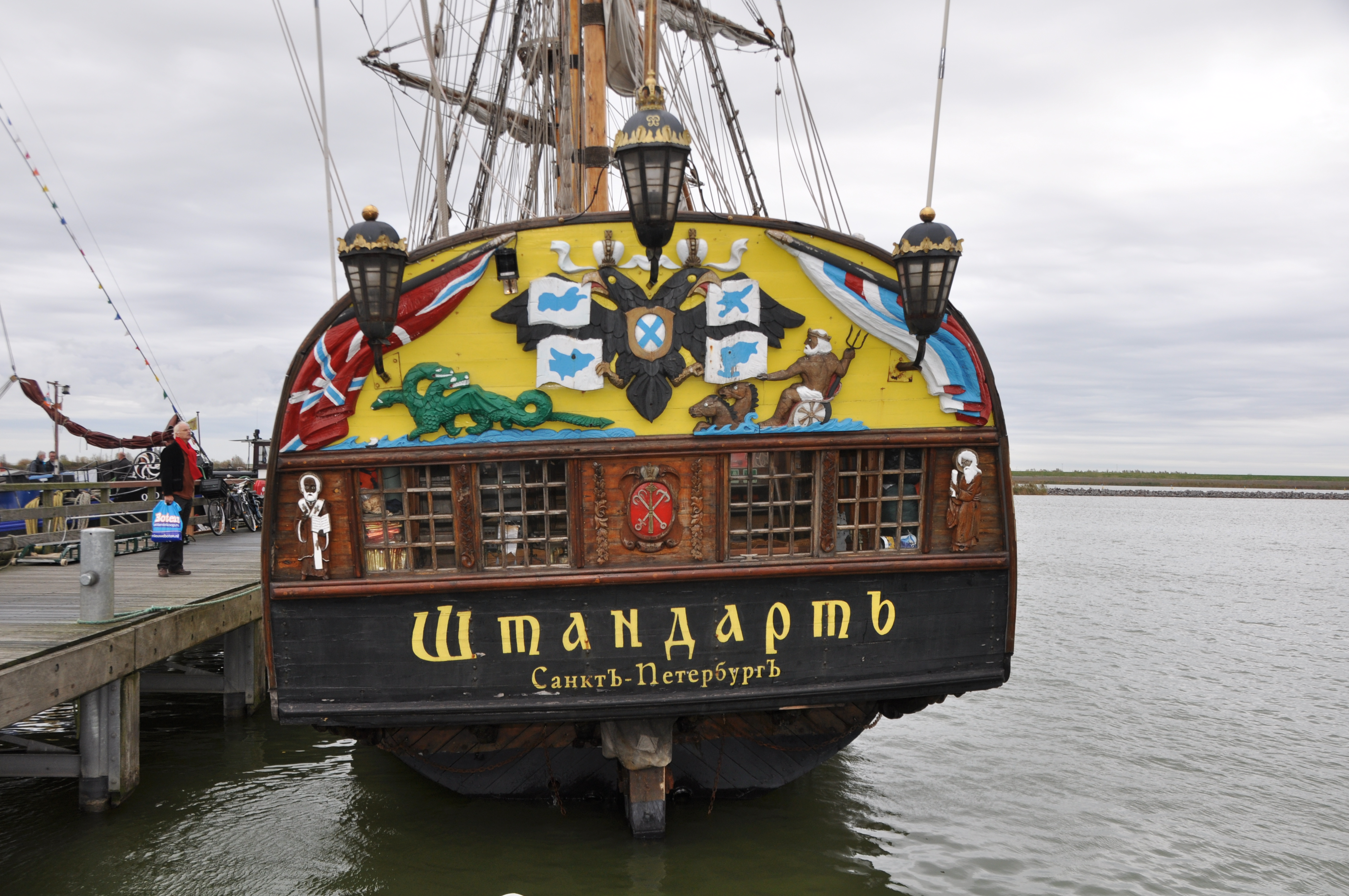
Mirall de popa
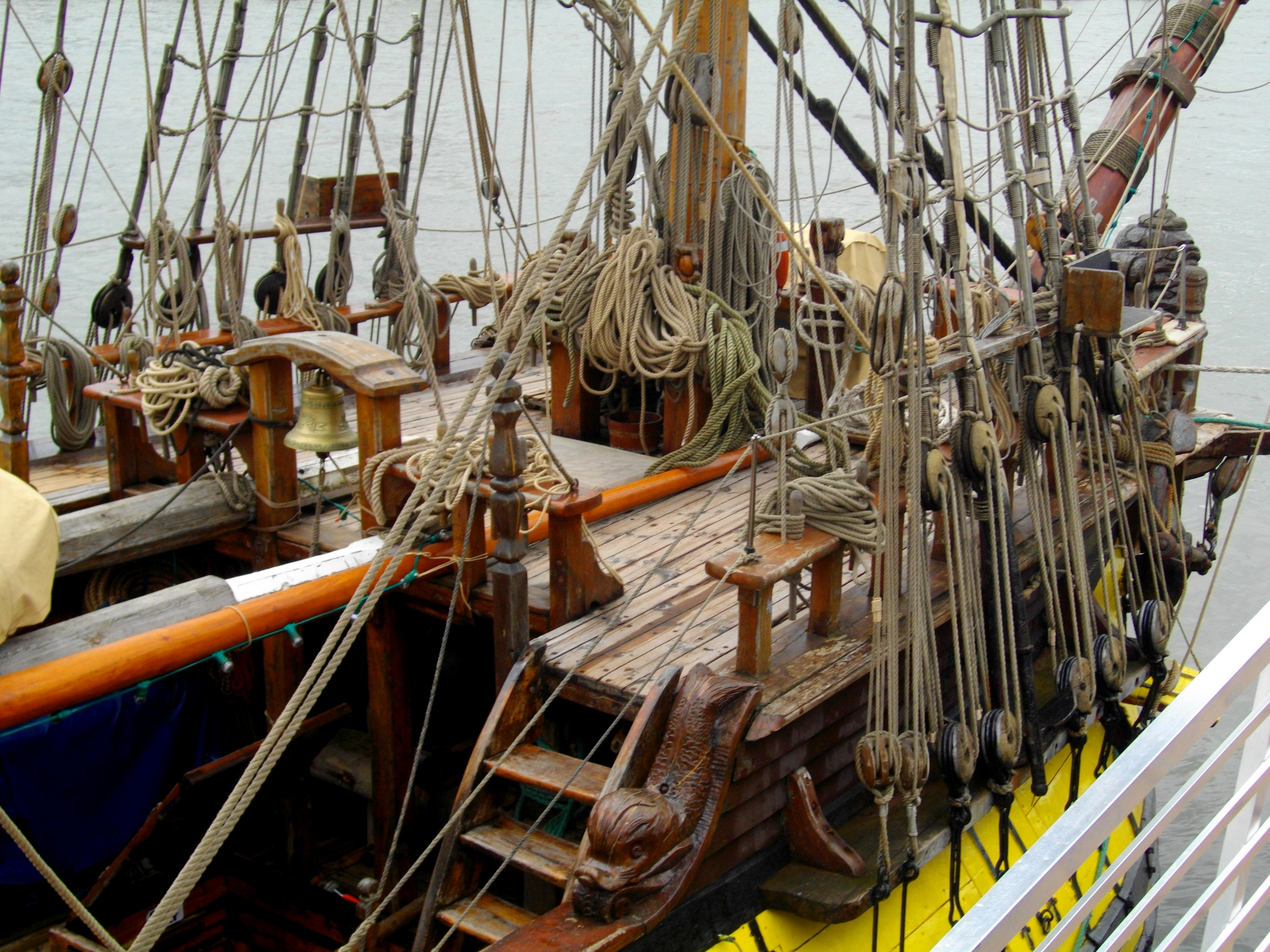
Detall de la coberta de popa
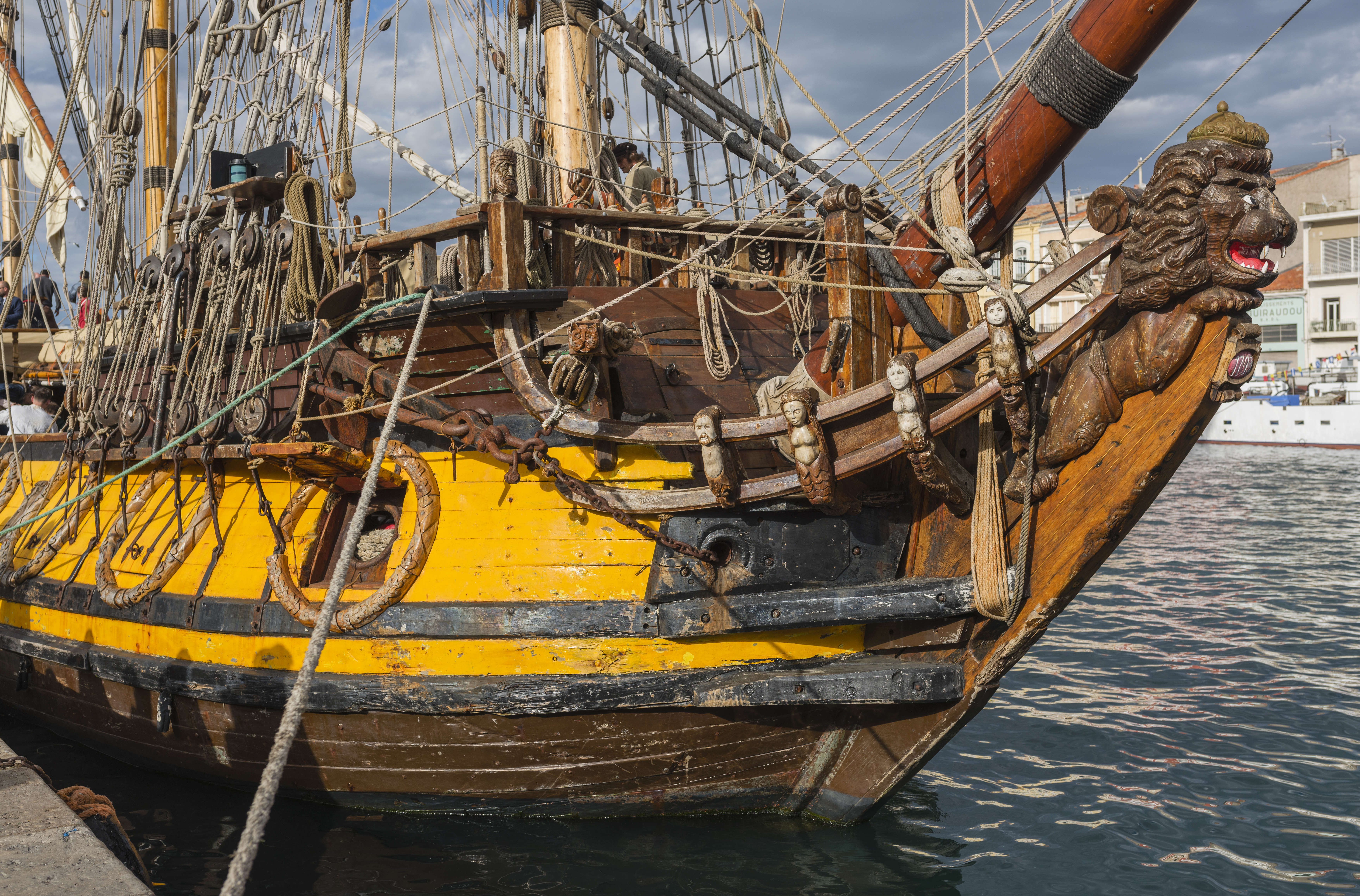
La proa
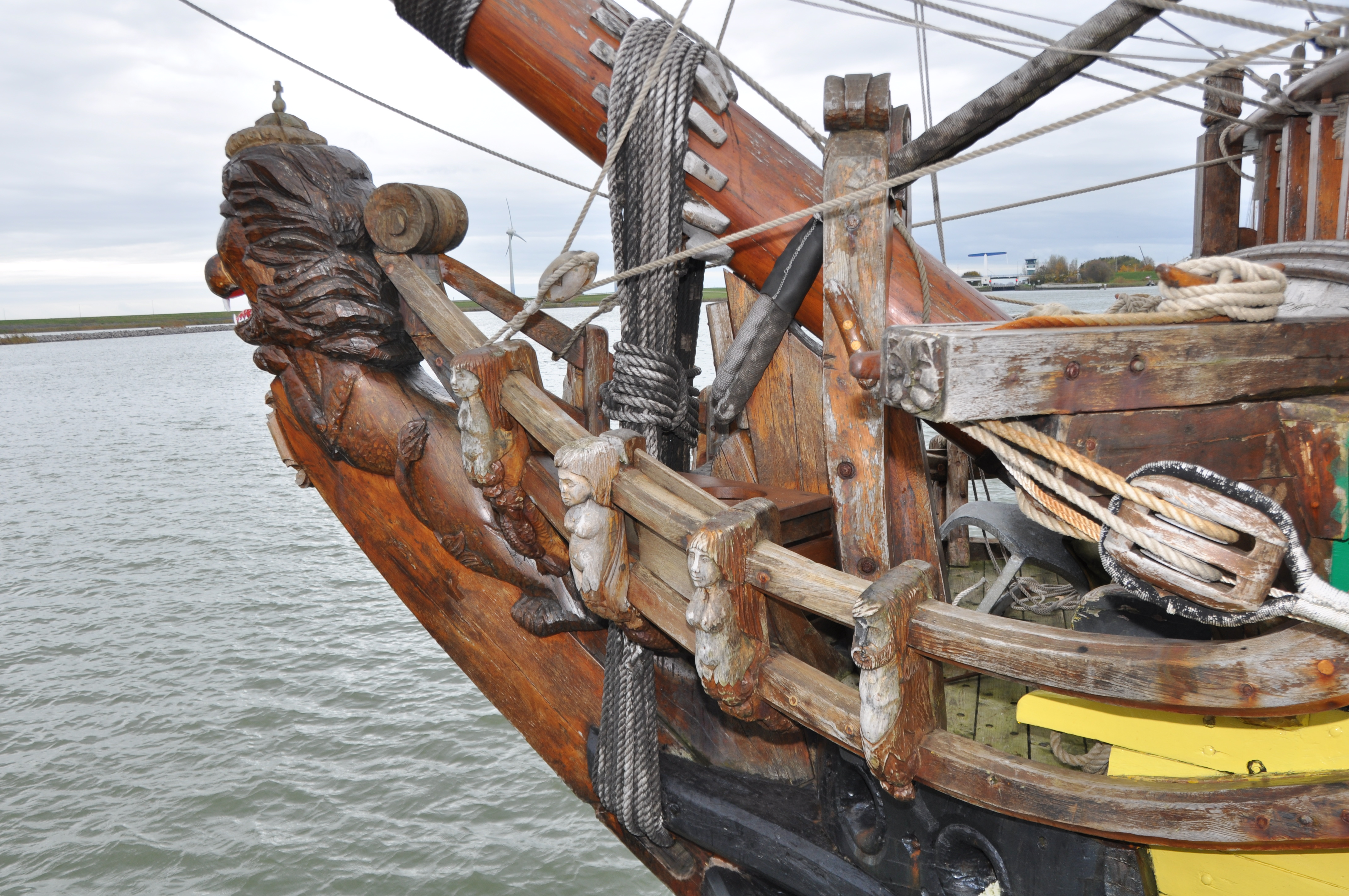
Detall de la proa
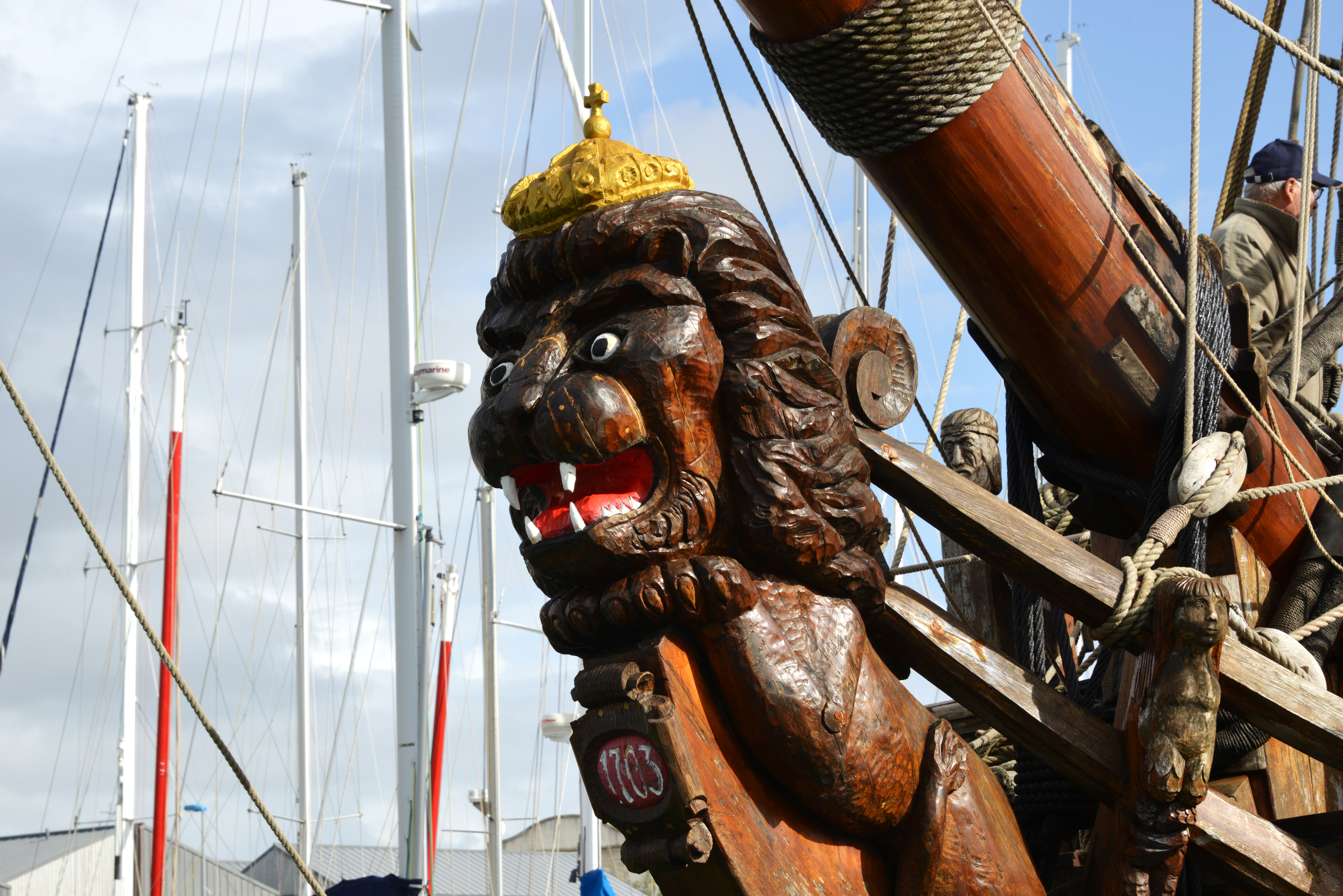
El mascaró de proa
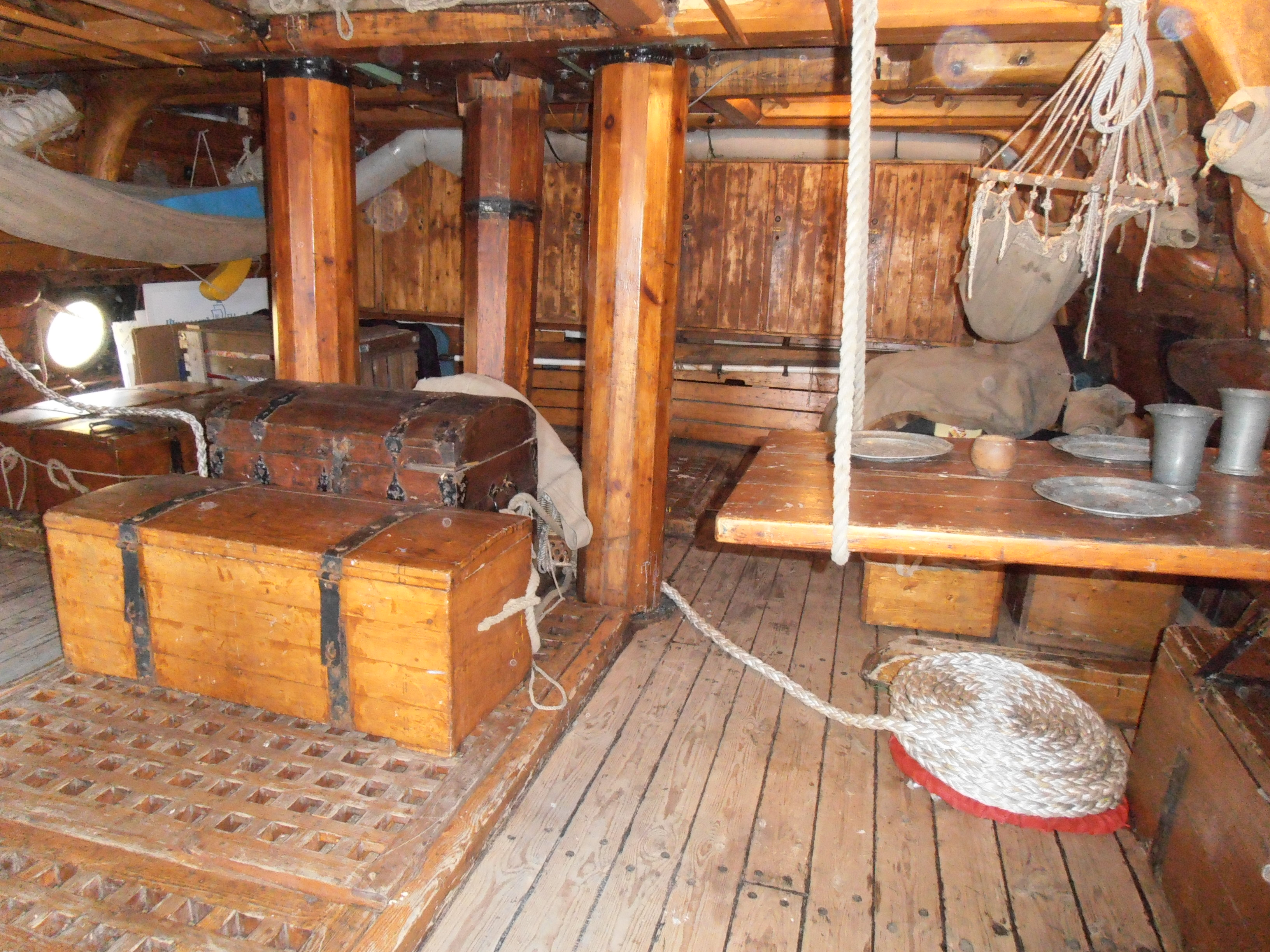
L'interior del vaixell
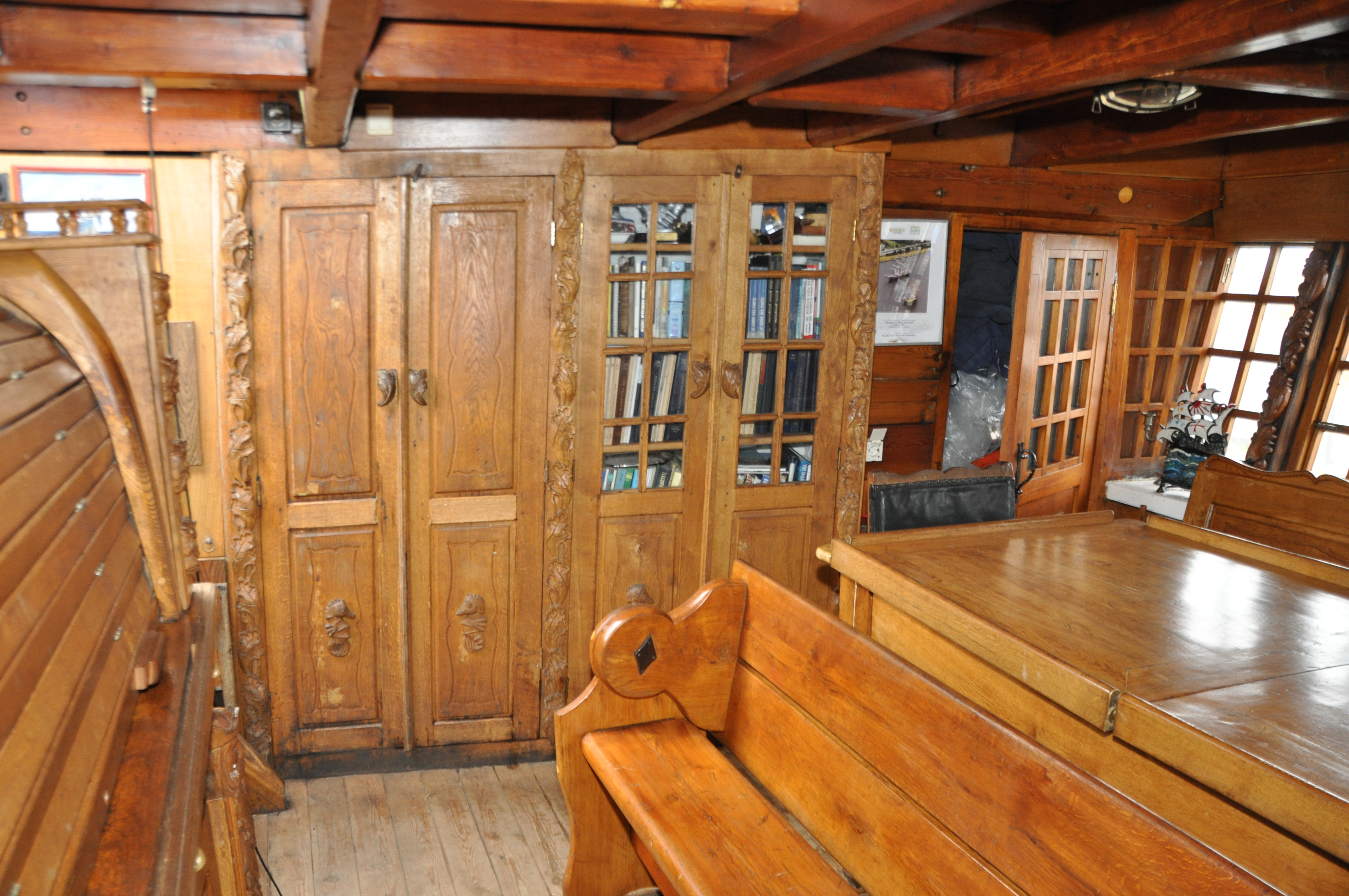
Detall de l'interior
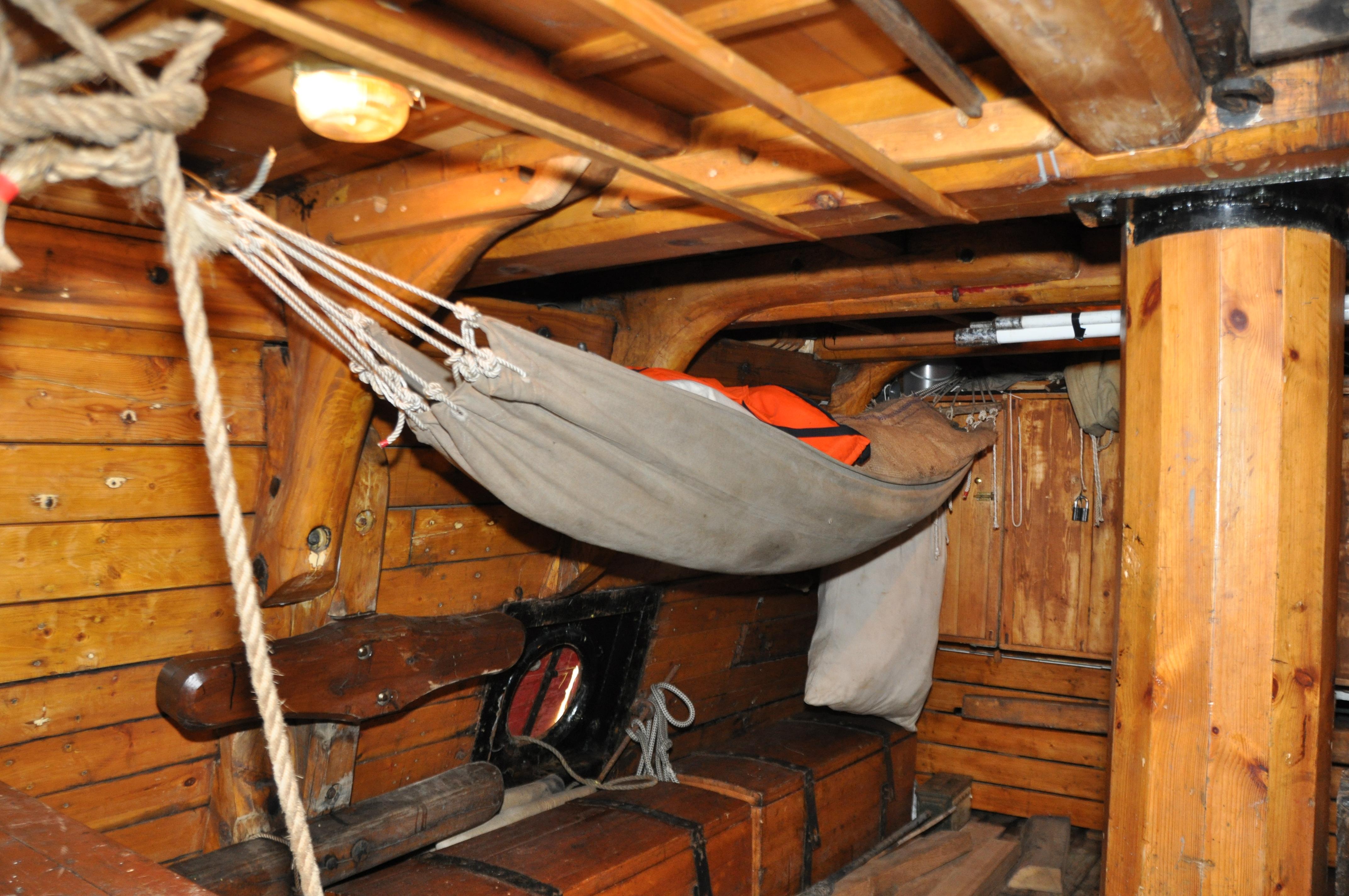
Hamaca

## Enllaços extrens
- Pàgina web oficial del Shtandart (anglès)
- Shtandart en el Servei de seguiment del trànsit marítim (AIS) Arxivat 2013-08-07 a Wayback Machine. (anglès)